# Trdnjava Golubac
Trdnjava Golubac (srbsko Голубачки град - Golubački grad, madžarsko Galambóc vára, bolgarsko Гълъбец, romunsko Cetatea Golubăț, turško Güvercinlik Kalesi) je bilo srednjeveško utrjeno mesto na južni strani reke Donave, 4 km dolvodno od današnjega mesta Golubac v Srbiji. Po nedavnih odkritjih je trdnjava, ki jo je v 14. stoletju zgradila srednjeveška srbska država, razdeljena na tri sklope, ki so bili zgrajeni v več fazah. Ima deset stolpov, od katerih se je večina začela s kvadratnim tlorisom, nekaj pa jih je s prihodom strelnega orožja dobilo večstranske okrepitve. Stolpi niso bili povezani zaradi lažje obrambe. V notranjosti trdnjave so bile najdene tudi srbske srednjeveške freske.
Trdnjava Golubac ima burno zgodovino. Pred izgradnjo je bilo mesto rimske naselbine. V srednjem veku je postala prizorišče številnih bitk, zlasti med Osmanskim cesarstvom in Ogrskim kraljestvom. Večkrat je menjala lastnika, prehajala je med Turki, Bolgari, Ogri, Srbi in Avstrijci, vse do leta 1867, ko je bila predana srbskemu knezu Mihajlu III. Obrenoviću. Trdnjava se odlikuje po tem, da je v zgodovini uspešno odbila več kot 120 osvajalskih napadov.
Zdaj je priljubljena turistična atrakcija v regiji in ogledna točka na izletih z ladjo po Donavi.

## Lega
Golubac, v Braničevskem okraju v severovzhodni Srbiji in na današnji meji z Romunijo, označuje vhod v narodni park Džerdap. Strateško stoji na nabrežju reke Donave, kjer se ta zoži in tvori sotesko Džerdap, kar omogoča regulacijo in obdavčitev prometa čez in ob reki. V srednjem veku so to počeli s pomočjo močne verige, povezane z Babakajem, skalo na skrajni strani reke. Na lokaciji trdnjave je Donava široka 6,5 km.

## Ime
Ime trdnjave in sodobnega mesta v njeni bližini lahko prevedemo kot "golobje mesto" (golub). V srbski toponimiji ni nenavaden izvor imena, vendar natančen razlog za ime trdnjave ni znan in obstajajo le miti o izvoru imena. Nekateri viri uporabljajo opisno metodo, saj »stolpi, kot golobi ciljajo v nebo«. Najbolj priljubljen, a očitno tudi precej poznejši mit je mit o lepi Srbkinji Golubani. Lokalni turški paša se je vanjo zaljubil, ona pa je ljubila mladega Srba in je zavrnila vse paševe predloge in draga darila. Jezen jo je spravil v čoln in jo zaprl v edini stolp s stožčasto streho ali pa jo privezal na skalo nad reko in jo tam pustil, dokler ni umrla.

## Zgodovina
Ostanki, odkriti med obnovo leta 2010, kažejo na rimsko in bizantinsko naselbino, ki je bila pred trdnjavo. Dokaz so našli v značilni kombinaciji opeke in kamna, zlasti v stavbi, ki so jo Osmani kasneje uporabljali kot hamam. Odkriti so bili tudi ostanki vodovodnega sistema. 

### Srednji vek
Zgodnja zgodovina Golubca je negotova. Od 803 do 1018 je območje pripadalo prvemu bolgarskemu cesastvu, od takrat do leta 1193 Bizantinskemu cesarstvu in do leta 1257 drugemu bolgarskemu cesarstvu. Od takrat do osmanskega osvajanja regije v 15. stoletju je območje ostalo v srbskih rokah, ki se je pred tem večkrat spreminjala med Ogri, Bolgari in Srbi. Prav tako ni jasno, ali so srednjeveško trdnjavo zgradili Bolgari, Srbi ali Ogri ali koliko stolpov je imela prvotno. Vendar pa pravoslavna kapela, zgrajena kot del enega stolpa, kaže, da jo je zgradil lokalni plemič. Obstaja tudi negotovost glede tega, kdaj se je začela gradnja, čeprav se na splošno strinja, da je bila večina trdnjave zgrajena v začetku 14. stoletja. Kapela verjetno izvira iz obdobja despota Stefana Lazarevića v prvi polovici 15. stoletja.
Nekatere izmed predlaganih teorij so tiste, da jo je leta 1286 zgradil srbski kralj Štefan Dragutin ali pa da so jo Ogri zgradili kmalu po tem, ko so ta del Braničevske nekoliko po tem datumu osvojili od Srbov. Zgodovinopisje ne more potrditi nobene, vendar bi odkritje omenjene pravoslavne kapele lahko okvirno nakazalo srbsko poreklo trdnjave.
Prvi znani zapis o Golubcu je v madžarskih virih iz leta 1335, ko ga je zasedla ogrska vojska. Opisana je bila kot »kamniti stražar, ki varuje sotesko«. Nekje med letoma 1345 in 1355 je srbski car Štefan Dušan obiskal regijo Braničevo, ki je bila del Srbije ob meji med Srbijo in Ogrsko. Obiskal je tudi Golubac, ki je bil pod poveljstvom kastelana Tome, transilvanskega vojvode, pod ogrskim nadzorom. Po Dušanovi smrti je v Braničevem pridobila vpliv Rastislalićeva rodbina, ki se je pozneje osamosvojila. Po pripovedovanju srbskih kronistov je knez Lazar Srbski leta 1379 izselil zadnjega Rastislalićevega fevdalca, Radiča Brankovića, nato pa obrobne vasi podaril samostanom v Vlaški.
Do kosovske bitke leta 1389 je Golubac zasedala Srbija. Ni jasno, kdaj in kako je zamenjal lastnika, čeprav en vir navaja pozneje kot leta 1382. Po bitki je utrdbo izgubil sultan Bajazid I., kar je pomenilo prvo posest Osmanskega cesarstva. Leta 1391 je Golubac dvakrat zamenjal lastnika. Zmagal ga je ogrski Temišvarčan comes Péter Perényi, ki pa ga je kmalu zatem spet izgubil proti Turkom. Kasneje se je ponovno vrnil v Ogrsko.
Prva razširjena srbska posest Golubca se je začela leta 1403, ko ga je Sigismund Luksemburški, ogrski kralj, prepustil kot osebni fevdo despotu Stefanu Lazareviću, skupaj z Beogradom, potem ko je postal najvišji pripadnik ogrskega viteštva, Zmajev viteški red. Maja 1426 sta se Stefan in Sigismund srečala v Tati, da bi razpravljala, kdo bo Stefanov naslednik. Napisana je bila pogodba, da bo Sigismund sprejel Đurađa Brankovića, pod pogojem, da se Golubac, Beograd in Mačva vrnejo Ogrski, ko Stefan umre. Po Stefanovi smrti leta 1427 je Sigismund pohitel, da se izpolnijo klavzule pogodbe iz Tata, Beograd in Mačva pa sta bila brez težav izročena. Vendar je poveljnik Golubca, vojvoda Jeremija, zahteval odškodnino v višini 12.000 dukatov. Ko Sigismund ni hotel plačati, je Jeremija Golubac izročil Turkom, ki so ga spremenili v paševo rezidenco.
Kljub temu, da je pridobil Golubac, sultan Murat II. ni bil zadovoljen s povečanim ogrskim vplivom drugod po Srbiji, zato je poslal svojo vojsko v napad. En vod je prišel iz Golubca in je ciljal na bližnja srbska in ogrska naselja na Braničevskem. V odgovor je Đurađ osebno odpotoval v Golubac, Jeremiju obljubil odpuščanje in ga pozval, naj na kakršen koli način vrne trdnjavo. Vojvoda je to zavrnil in napadel despota, ko je s spremstvom poskušal vstopiti v obzidje. Tem izdajam je leta 1428 sledila bitka pri Golubcu.
Okoli aprila 1428 je Sigismund zbral vojsko 25.000 pehote, 6000 vlaških lokostrelcev pod vodstvom kneza Dana II., 200 italijanskega topništva in številne poljske konjenike na skrajni strani Donave, nato pa napadel Golubac in Turke. Prav tako je imel ladje, ki so napadale z reke, od katerih je eni poveljevala Cecília Rozgonyi, žena comesa Istvána Rozgonyija iz Temišvara. Murat je hitel na pomoč obleganim Turkom in prispel konec maja. Sigismund, ki se ni želel boriti proti večji vojski, je do začetka junija sklenil pogodbo. Ko se je del ogrske vojske umaknil na skrajno stran reke, pa je turški poveljnik Sinan Bey napadel njihov zadek, zajel in pobil tiste, ki so ostali, med njimi poljskega viteza Zawisza Czarnyja. Sigismund je bil skoraj ujet s preostalo vojsko;  vendar je posredovala Cecília Rozgonyi, ki je bila edina odgovorna za njegovo reševanje. Sigismund je nato Ceciliji in njenim bratom podelil dedno pravico do Golubca.
Med tem in drugimi boji, ki so nastali zaradi Stefanove smrti, je močno trpela južna in vzhodna Srbija, vključno s samostanom Daljša pri Golubcu. Po tem boju pa je bil Sigismund v spominih daljšanskega meniha prvič omenjen kot »naš cesar«, v nasprotju s turškim »poganskim cesarjem«.
Osmansko cesarstvo je obdržalo nadzor nad Golubcem v času njegove okupacije Srbske despotije. Po letih bojev, katerih posledica je ogrska vojska izgnala Osmane iz Srbije, je Szegedinski mir pozno poleti 1444 obnovil Despotovino. V redefinirano ozemlje je po dolgih razpravah vključena tudi trdnjava Golubac. Vendar so jo Turki ponovno osvojili po smrti Đurađa Brankovića leta 1456. Leta 1458 si je trdnjavo ponovno pridobil Matija Korvin iz Ogrske, vendar jo je istega leta izgubil od rok Mehmeta II.
Leta 1481–82 so privedla do večjih spopadov med Ogri in Turki. Jeseni 1481, ko je bil Golubac v lasti Osmanskega cesarstva, se je Temišvarčan, comes Pál Kinizsi lotil odprave proti Turkom na območju Temesa. 2. novembra 1481 je svojo vojsko z 32.000 možmi obrnil na jug proti Donavi, potisnil do Kruševca. Pri Golupcu je bilo ubitih ali ujetih tisoč turških konjenikov, potopljenih je bilo 24 ladij, Mihaloğlu İskender Beya, pašo iz Smedereva, ki so mu vladali Osmani in vodja turške vojske, je pri vratih obglavil Jakšić, eden od Kinizsijevih mož. Turki so se bili prisiljeni umakniti in zapustiti trdnjavo. Vendar je bil Kinizsijev napad le napad in kmalu po tem, se je vrnil v Temes. Turki, ki so močno trpeli, a niso izgubili zemlje, so ponovno zavzeli Golubac in hitro izboljšali njegove utrdbe.

### V zadnjih letih
Golubac je bil v lasti Habsburške monarhije med letoma 1688 in 1690 ter 1718 in 1739. Srbski uporniki so ga nadzirali med Kočino krajino v letih 1788–91 in ponovno od 1804–13 med prvo srbsko vstajo. Nato je ponovno padel pod osmansko oblast do leta 1867, ko ga je skupaj s Kalemegdanom in drugimi mesti v Srbiji dobil srbski knez Mihailo.
Od poznega 19. stoletja do začetka sredine 20. stoletja so na tem območju uspevale krvosesne muhe, ki jih včasih imenujejo »golubaški komarji«. Bili so še posebej nevarni za živino, saj so nekaj let pobili cele črede goveda. Po prvi svetovni vojni je bila zgrajena cesta, ki je šla skozi obe zapornici utrdbe. Ta cesta je najkrajša povezava med Srbijo in vzhodnimi deli Balkanskega polotoka. Med letoma 1964–72 je bila v soteski Džerdap zgrajena hidroelektrarna, ki je znatno dvignila vodostaj reke. Zaradi tega je zdaj poplavljen spodnji rob pobočja in pripadajoči deli trdnjave.
Od začetka 21. stoletja je velik del utrdbe zaraščen, zaradi česar je večina odsekov višje na hribu nedostopna. Spomladi 2005 se je začel javni projekt obnove utrdbe. Večino rastlin so odstranili in nekatere dele, kot je vodnjak v jarku, dvignjenem v čast vitezu Zawiszi Czarnyju, popravili. Stene, stolpi in kamnite stopnice so v dobrem stanju, lesena tla in stopnice pa so zgnili, zaradi česar je večina zgornjih nadstropij neprehodna. Golubac je postal priljubljen tudi kot turistična atrakcija. Dva ključna razloga sta glavna cesta, ki poteka skozi njo in bližina Lepenskega Vira.

## Arhitektura
Golubac je sestavljen iz treh glavnih kompleksov, ki jih varuje 9 stolpov, ima dvoje vrat in palas, ki so vsi povezani s trdnjavskim obzidjem debeline 2 do 3 m. Pred trdnjavo se je sprednja stena podvojila kot zunanja stena jarka, ki se je povezoval z Donavo in je bil verjetno napolnjen z vodo. Pred obzidjem je bilo naselje za navadne ljudi.
Kot pri mnogih trdnjavah se je tudi Golubac sčasoma spreminjal. Leta je bilo samo pet stolpov. Kasneje so bili dodani še štirje. Vsi stolpi so bili zgrajeni kot kvadratni, kar je znak starosti trdnjave in kaže, da so bitke še vedno potekale s hladnim orožjem. Ko je prišlo v uporabo strelno orožje, so Turki utrdili zahodne stolpe s topovskimi ploščadmi in poligonalnimi ali valjastimi ojačitvenimi elementi debeline do 2 m. Po ogrskem napadu leta 1481 so dodali še zadnji stolp, skupaj s topovskimi rampami in galerijami. 

### Zgornji sklop
Zgornji del je najstarejši del trdnjave. Vključuje citadelo (stolp 1) in srbsko pravoslavno kapelo (stolp 4). Čeprav ostaja negotovo, je kapela marsikoga pripeljala do prepričanja, da je ta del zgradil srbski plemič.
Kasneje, med srbsko ali ogrsko vladavino, je bila trdnjava razširjena tako, da je vključevala zadnje in sprednje sklope.

### Zadnji sklop
Zadnji sklop je od zgornjega ločen z obema stennama, ki povezujeta stolpa 2 in 4, ter strmo skalo, visoko 3 do 4 m. Ob stolpu 5 je stavba, ki je bila verjetno uporabljena kot vojašnica in skladišče streliva.

### Sprednji sklop
Sprednji del je bil razdeljen na spodnji in zgornji del z zidom, ki povezuje stolpa 4 in 7. Vhod je v spodnjem delu, varovan s stolpom 8 in 9. Stolp 8 je bil utrjen s topovsko ploščadjo. Nasproti vhodu so bila druga vrata, ki so vodila do zadnjega kompleksa. Ob poti je bil jarek, širok 0,5 m in 0,75 m globok, ki se je nato strmo spuščal. Na zunanjem koncu spodnjega dela, ki je z nizkim zidom povezan z 9. stolpom, je stolp 10, ki so ga Turki dodali kot nižji topniški stolp. Nadzoroval je prehod ob Donavi in varoval vhod v pristanišče, ki je verjetno bilo med stolpoma 5 in 10. S stolpom 8 so povezani ostanki, ki je z njim verjetno tvoril večjo celoto, vendar spodnji del sicer ni vseboval stavb.
V steni, ki je ločevala zgornji in spodnji del, so bila vrata, ki so vodila v zgornji del. Zgornji del ni imel stavb, a ostaja pot do stopnic od vrat, ki so 2 m od tal, tik ob stolpu 3.

### Stolpi
Prvih devet stolpov je visokih 20 do 25 m. V vseh desetih stolpih so bila tla in stopnice v notranjosti lesena, zunanje pa iz kamna. Polovica stolpov (1, 2, 4, 5, 10) ima vse štiri stranice in je v celoti zidana iz kamna, medtem ko drugi polovici (3, 6, 7, 8, 9) manjka stran, obrnjena proti notranjosti utrdbe.
Stolp 1, ki ga je v 19. stoletju avstro-ogrski popotnik Felix Kanitz poimenoval Šešir-kula je eden najstarejših stolpov, hkrati pa ima tudi citadelo in bivalno-obrambni grad. Ima osemstransko osnovo s krožno konico, ki se dviga iz njega, in kvadratno notranjost. Naslednji stolp proti zahodu, stolp 2, je popolnoma krožne oblike. Tretji stolp ima kvadratno osnovo, z odprto stranjo, obrnjeno proti stolpu ječe na severu. V zgornjem nadstropju je terasa, ki gleda na Donavo in vhod v sotesko Džerdap. Po pobočju od stolpa 3 je stolp 4, ki ima tudi kvadratno osnovo. V pritličju je srbska pravoslavna kapela, ki je bila vzidana v stolp, namesto da bi bila naknadno dozidana. Zadnji stolp ob tem zidu, stolp 5, je edini stolp, ki je ostal popolnoma kvadraten. Vsi stolpi so bili prvotno pravokotni, vendar so jih Osmani nadgradili in dodatno utrdili pred topništvom.
Zgornji stolp vzdolž čelne stene sprednjega sklopa, stolp 6, ima kvadratno osnovo, ki je bila ojačana s šeststrano podlago. Na zahodu je bila kvadratna osnova stolpa 7 ojačana s krožnim temeljem. Stolp 8, na zgornji strani, ima nepravilno, a na splošno kvadratno osnovo. Je tudi najkrajši od prvih devetih stolpov. Na drugi strani varuje stolp 9, ki ima kvadratno osnovo, ojačano z osemstranskim temeljem.
Zadnji stolp je topovski stolp. Ima samo eno nadstropje in je najkrajši od vseh desetih stolpov. Zgrajen je bil z osemstransko osnovo in topovskimi ploščadmi za pomoč pri nadzoru prometa na Donavi. Stolp 10 je skoraj identičen trem topniškim stolpom, ki so bili dodani smederevski trdnjavi. Topovski stolp je tudi najmlajši. Nekoč je bilo na suhem, z nastankom umetnega đerdapskega jezera v poznih 1960-ih in zgodnjih 1970-ih pa se je vodostaj dvignil, tako da danes štrli v Donavo. Imenuje se tudi Beli stolp.

## Rekonstrukcija 2014-2019
Območje, ki obdaja trdnjavo, je vlada leta 2011 razglasila za turistično območje, ki obsega 23 ha znotraj narodnega parka Đerdap. Vlada Republike Srbije je prijavila projekt obnove trdnjave Blace s sredstvi IPA Evropske unije v okviru mednarodnega projekta »Kulturna pot - trdnjave na Donavi«. Sredstva so bila zagotovljena prek teh skladov v višini 6,5 milijona evrov v letu 2011 in 2,1 milijona evrov v letu 2016. Idejni projekt rekonstrukcije je delo arhitektke Marine Jovin, strokovna svetovalca pri projektu sta bila Siniša Temerinski in arheolog dr. Miomir Korać.
Zaradi desetletja zanemarjanja, zaostrenih delovnih razmer, neskladja med predvidenimi rešitvami in obstoječim stanjem ter dejstva, da je prav skozi trdnjavo potekal gost promet, so se dela zavlekla. Predvideno da bo trajala tri leta, je obnova, ki se je začela poleti 2014, februarja 2018 še potekala. Julija 2017 je bil odprt predor, ki je preusmeril promet, ki je potekal že od 1930-ih, iz trdnjave in območja obnove. 152 m  dolg predor in 700 m rekonstrukcije sta bila zgrajena v dveh letih z uporabo posebej nadzorovanega miniranja, da se trdnjava ne bi poškodovala.
Uporabljali so se tradicionalni materiali (kamen) in tehnike (ročna obdelava). Popolnoma rekonstruirana trdnjava je bila odprta aprila 2019, ko je bil celoten projekt rekonstruiranja končan.

## Pomen
Glede na starost in lego trdnjave Golubac je velika in dobro ohranjena. Njena postavitev na čelu soteske Džerdap je omogočila enostaven nadzor rečnega prometa. Bila je zadnja vojaška postojanka na tem odseku reke Donave, zaradi česar je bila pogosto del končne obrambne črte med Ogrsko in Osmanskim cesarstvom, zlasti v obdobjih, ko je bila Srbija pod osmanskim nadzorom. Na pomen trdnjave dodatno kaže pozornost, ki jo je prejela od Sigismunda in Murata II., ne pa samo spopadi med domačini in poveljniki bližnjih mest. Trdnjava Golubac je bila leta 1979 razglašena za spomenik kulture izjemnega pomena in jo varuje Republika Srbija.
Z Beograjsko trdnjavo je danes edini kulturni spomenik v Srbiji, ki ima svojo upravo – državno podjetje, ustanovljeno posebej za ravnanje s trdnjavo. 

## Turizem
Delno prenovljena trdnjava je bila uradno odprta za turiste jeseni 2016 in je v letu 2017 obiskalo 63.000 obiskovalcev, kljub temu, da v trdnjavi ni ničesar več videti razen z razgleda in majhne razstave "Panorama skozi stoletja", zato uprava ni pričakovala več kot 10.000 obiskovalcev. Skoraj ena tretjina, 20.000, je bilo tujih turistov. Dva pomola, eden večji in drugi manjši, sta postavljena v Donavi, vendar turistične ladje niso smele pristajati, dokler ni bila trdnjava aprila 2018 uradno razglašena za pristaniško območje, ko so začele pristajati mednarodne križarke. Obstajajo tudi načrti, da bi modele topov pripeljali v topovski stolp.
Aprila 2018 je bilo predvideno, da bodo za javnost odprti štirje stolpi, 6, 7, 8 in 10, oziroma topovski stolp, vendar so rok podaljšali do konca leta. Stolp 8 bo gostil trinadstropno razstavo, posvečeno vitezom, del pa bo posvečen poljskemu vitezu Zawiszi Czarnyju. Načrti vključujejo združitev znamenitosti v bližini, kot sta narodni park Đerdap in prazgodovinsko najdišče Lepenski Vir, v en turistični aranžma.
Ker se je število obiskovalcev od ponovnega odprtja trdnjave močno povečalo, so predvidena različna dela v okolici proti zahodu, v smeri sodobnega mesta Golubac. Vključujejo nove restavracije, penzionske objekte, nove ceste, kolesarske in peš poti ter ureditev turističnega naselja Dedinski Raj ("Golubčevo Dedinje"), med mestom in trdnjavo. Prav tako se bo uredila plaža ob Donavi.